# 디저트 와인

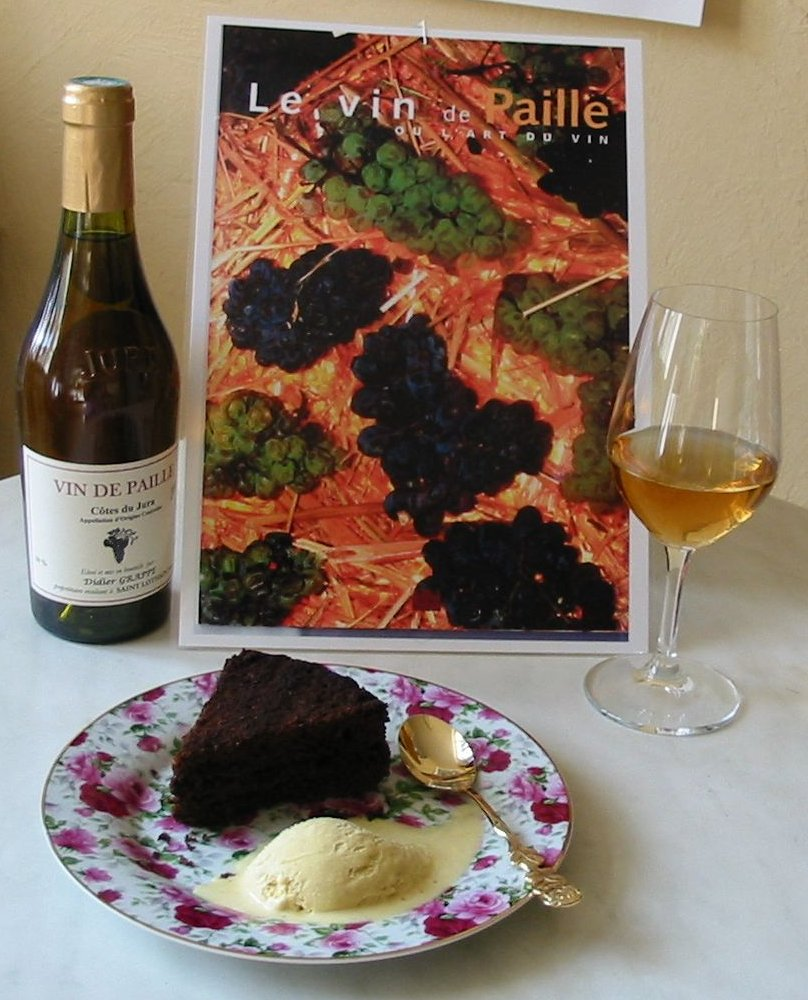
프랑스산 밀짚 와인인 빈 드 파유

디저트 와인(dessert wine), 푸딩 와인(pudding wine)은 일반적으로 디저트와 함께 서빙되는 달콤한 포도주이다.
디저트 와인을 간단히 설명할 정의는 없다. 영국에서 디저트 와인은 음식과 함께 마시는 달콤한 포도주로 간주되며 이는 식전에 마시는 화이트 강화 포도주, 식후에 마시는 레드 강화 포도주와는 반대된다. 그러므로 대부분의 강화 포도주는 디저트 와인과 구별되지만 Pedro Ximénez sherry, Muscat de Beaumes-de-Venise AOC 등 덜 강한 강화 포도주 중 일부는 디저트 와인으로 간주된다. 반면에 미국에서는 모든 강화 포도주를 포함하여 디저트 와인을 14% 알코올 도수를 초과하는 모든 포도주로 법적으로 정의하며 그 결과 세금을 더 많이 받는다.